# 王明达 (1935年)
王明达（1935年10月—2019年3月28日），曾用名蒋春龙，男，四川大竹人，中华人民共和国政治人物，曾任国家教育委员会副主任、党组成员，中华职业教育社副理事长，第八、九届全国政协委员。